# Virgile Novarina
 (décembre 2011).
Si vous disposez d'ouvrages ou d'articles de référence ou si vous connaissez des sites web de qualité traitant du thème abordé ici, merci de compléter l'article en donnant les références utiles à sa vérifiabilité et en les liant à la section « Notes et références ».
Pour les articles homonymes, voir Novarina.
Virgile Novarina, né le 12 mars 1976, est un artiste français qui explore le sommeil profond par des écrits, dessins, photos et vidéos.

## Biographie
Fils de l'écrivain Valère Novarina, Virgile Novarina est un ancien élève de l'ENSTA ParisTech.
Pierre Pachet, dans une préface qu'il consacre à Virgile Novarina, écrit que sa pratique est celle d'un enregistrement. D'autres artistes avant lui ont exploré les marges de l'inconscient poétique et la puissance suggestive des rêves, mais il s'agissait de poètes, et il s'agissait de rêves. L'artiste a exploré le sommeil, il y a trouvé quelque chose qui n'était pas du rêve, quelque chose de presque insaisissable qu'il veut néanmoins saisir, qu'il veut enregistrer, dont il veut garder une trace. 
Sa démarche au départ tient moins de la recherche poétique que de l'exploration, et le résultat est d'abord la mise en évidence d'un phénomène physiologique.

## Expositions (sélection)
- Écrits et dessins de nuit, Angle Art Contemporain, Saint-Paul-Trois-Châteaux, 2003
- Collection Franck André Jamme, Calligramme, Cahors, 2005
- De la Distraction, galerie La Hune Brenner, Paris,2005
- Formalité, La Générale, Paris (performance En somme), 2006
- At the beginning we paired two parents, Chicago (États-Unis), Ragdale Foundation, 2007
- Trois Poètes peintres, galerie Porte 34, avec Jean-Michel Maulpoix et Luis Mizon, Saint Barthélémy (Antilles), 2007
- Pourquoi wäre es ?, institut Français de Brême (Allemagne), 2007
- Der Schläfer, galerie KraskaAckstein, Brême (Allemagne), 2007
- Was schläft, Syker Vorwerk Museum, Allemagne, 2008
- Écrits et dessins de nuit et photos de performances, galerie Porte 34, Saint Barthélémy, 2009
- ...de la nuit des temps, avec Philippe Chitarrini, Passage de l’Art, Marseille, 2009
- L'Aile a dit une chose. C'est vachement important, Les Voûtes, Paris, BIPVAL 2010
- Labyrinthe du sommeil, Gare au théâtre, Nuit de la poésie du BIPVAL 2011
- Hucleux / Novarina, du travail à l'œuvre, Galerie Mitte im Kubo, Brême, Allemagne, 2013
- L'Or aux treize îles, Galerie L'Inlassable, Paris, 2013
- Quién hace Europa (Who makes Europe), Matadero, Madrid, 2013
- PALACE, Galerie L'Inlassable, Paris, 2016
- BODY BODY, La Plaque tournante, Berlin, 2016
- En-Vol, Eternal Gallery, Tours, 2016
- Die innere Haut - Kunst und Scham (La Peau intérieure - L'art et la honte), Musée Marta Herford, Allemagne, 2017
- Schlaf, eine produktive Zeitverschwendung (Sleep, a Productive Waste of Time), Musée Paula Modersohn-Becker, Brême (Allemagne), 2017
- Recto Verso, avec Marie-Sol Parant, Scène Nationale 61, Alençon, 2018
- Elmar Mauch und Virgile Novarina, Kunstverein Projektraum, Clèves, Allemagne, 2018[2]
- Schlaf gut. Dem Schlaf auf dem Spur, Vögele Kultur Zentrum, Allemagne, 2018
- Micro-éveils du sommeil profond, Galerie Satellite, Paris, 2021

## Filmographie
- Autour du sommeil, 12 minutes, 2004
- Jean Olivier Hucleux, du travail à l'œuvre, 65 minutes, 2009
  - Prix spécial du jury au Festival international du livre d'art et du film de Perpignan en 2012.
  - International Documentary Award, Columbia Gorge International Film Festival, U. S. A., 2013
  - Best Short Documentary, ReelHeART International Film Festival, Toronto, Canada, 2014
- Au cœur du sommeil, 39 minutes, A.p.r.e.s Production, 2016
  - ReelHeART International Film Festival (RIFF), Best French Film, Toronto
- Tangible Striptease (en nanoséquences), une performance d'ORLAN et Mael le Mée, 29 minutes, Dorsa Barlow et Mise à jour productions, 2017
- Télescope intérieur, une œuvre spatiale d'Eduardo Kac, 35 minutes, Observatoire de l'Espace, 2017
  - Bronze Remi Award, WorldFest-Houston International Film & Video Festival, USA
  - ReelHeART International Film Festival, 3rd Best Short Documentary, Toronto, Canada
  - Best Documentary Short Film, Festival Internacional de Cine de Autor, Guadalajara, Mexique
  - Prix des cinémas, Festival 50.1 du Film Documentaire, France
  - Best Director / Documentary Feature, Chambal International Film Festival, Inde
- Pierre Pinoncelli, l'artiste à la phalange coupée, 85 minutes, A.p.r.e.s production / Vosges TV, 2022
  - Grand Prix du MIFAC (Marché International sur les Artistes Contemporains), Le Mans, France, 2022
  - Meilleur long-métrage documentaire, Art Film Awards, Festival de Skopje, 2024
  - Meilleur film, Othermovie Lugano Film Festival, Suisse, 2024

## Prix
- Paula Modersohn-Becker Hauptpreis, Worpswede, Allemagne, 2016
- Ambassadeur du sommeil, Deutsche Stiftung Schlaf, Berlin, Allemagne, 2024